# 體制化症候群
在臨床心理學和異常心理學中，體制化症候群（英語：institutional syndrome）是指一个人长期生活在精神病院、監獄等沒有自由的地方之后，他們在社会生存和生活技能方面出现了缺陷或障碍。他们一旦回到社會就往往無法適應。